# ロラン＝ミシェル・バラン・ド・ラ・ガリソニエール
ガリソニエール侯爵ロラン＝ミシェル・バラン・ド・ラ・ガリソニエール（フランス語: Roland-Michel Barrin de La Galissonière, Marquis de La Galissonière、フランス語発音: [ʁolɑ̃ miʃɛl baʁɛ̃ də la galisɔnjɛʁ]、1693年 - 1756年）は、ヌーベルフランス総督（在任：1747年 - 1749年）。フランス王国海軍士官として、1756年のミノルカ島の海戦で勝利したことで知られている。

## ヌーベルフランス総督まで
ラ・ガリソニエールは母カトリーヌ・ベゴンが1712年から1726年までアンタンダンを務めたミシェル・ベゴン・ド・ラ・ピカルディエールの妹であり、自身も1651年から1657年までのヌーベルフランス総督ジャン・ド・ロゾンの親族マリー＝カトリーヌ＝アントワネット・ド・ロゾンと結婚したため、ヌーベルフランスとの繋がりがあった。
ラ・ガリソニエール自身は海軍士官であったため、ヌーベルフランス総督職は軍事上必要だったことで渋々受け入れただけであった。民衆には好かれた模様であったが、資源の不足により多くを成すことはできなかった。それでも、彼はピエール＝ジョゼフ・セロロン・ド・ブランヴィルを派遣してフランスの交易地を増やし、フランソワ・ピケを派遣してデトロイト地域とオハイオ川流域の先住民へキリスト教を布教し、イギリスのアメリカ植民地を抜け駆けようとした。
彼は行政官と外交官としての才能があった。ヌーベルフランスでの貢献により、彼は海戦を戦ったことがなかったにもかかわらず海軍少将に昇進した。その後、海軍デポ（Dépôt de la Marine）の管理を命じられた。

## ミノルカ島の海戦
1756年、ラ・ガリソニエールはミノルカ島の侵攻を支援し、ジョン・ビング提督率いるイギリス艦隊と3時間戦った。ラ・ガリソニエールは艦隊を慎重に指揮し、イギリス艦隊が撤退する結果をもたらした。ビングは軍法会議にかけられて処刑された。限定的な勝利であったが、ラ・ガリソニエールは本国で称賛され、フランス王ルイ15世がフランス元帥位の授与を考えたほどである。しかし、ラ・ガリソニエールは王を謁見する前に63歳で病死し、結局元帥に叙されることはなかった。

## 科学研究の支援
ラ・ガリソニエールは科学研究に関与した最初の海員の1人であり、当時の高名な科学者であったアンリ＝ルイ・デュアメル・デュ・モンソー、ベルナール・ド・ジュシュー、ピエール・シャルル・ルモニエ、ルイ・ギョーム・ルモニエとも繋がりを持った。彼は科学研究のミッションを3度組織した：
- ニューファンドランド島、アカディア、イル・ロワイヤル海岸の地図の作成
- スペイン、ポルトガル、マデイラ諸島海岸の地図の作成
- 南半球の星のカタログ化（ニコラ＝ルイ・ド・ラカーユによる）

## 栄典と記念

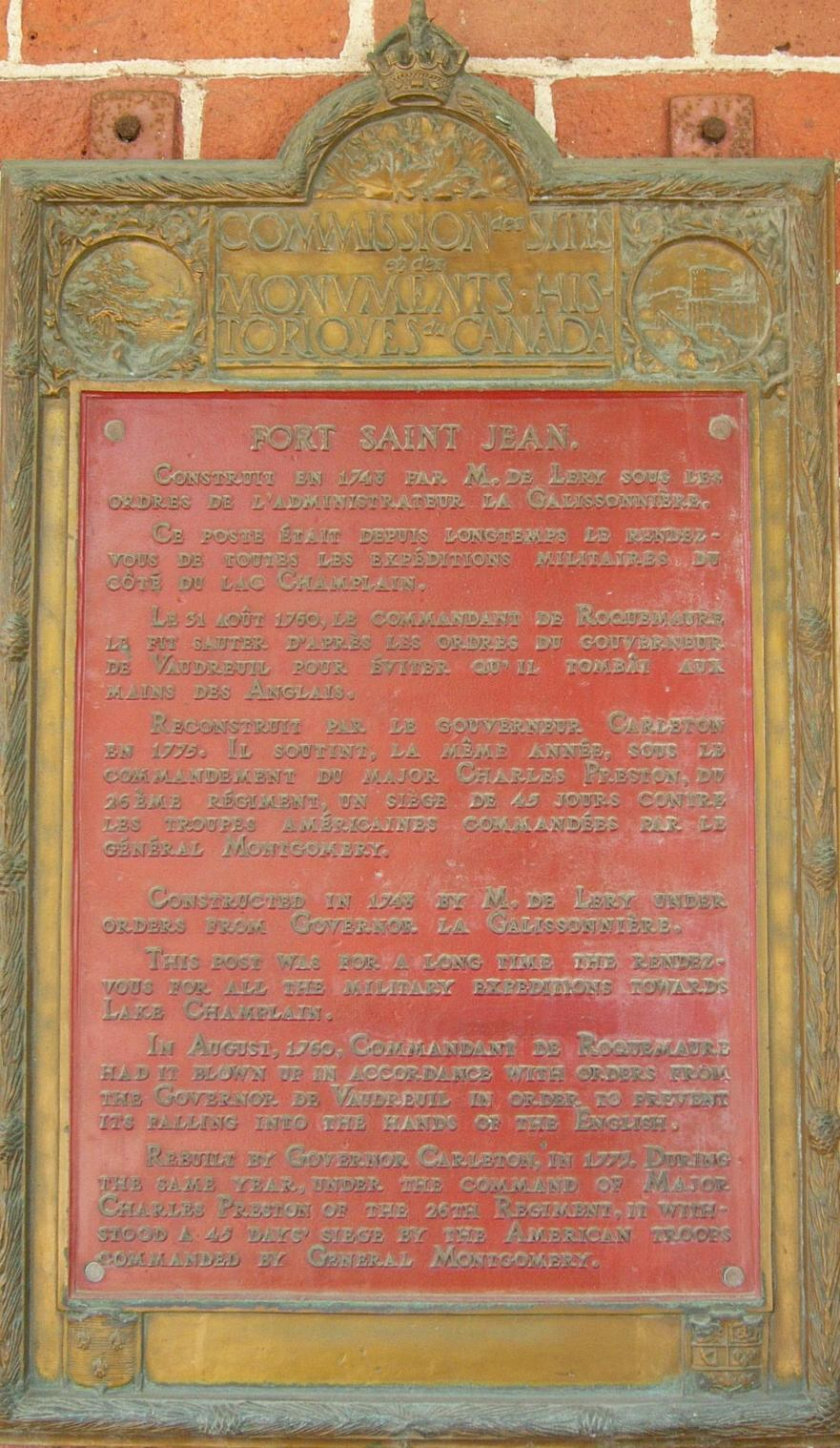
サン＝ジャン要塞の記念碑、1926年設立、2006年撮影

- フランス科学アカデミーとフランス海軍アカデミー（英語版）の会員に選出された。
- 王立サン＝ジャン軍学校（英語版）のパビリオンにラ・ガリソニエールの名前がつけられた。
- 1926年、カナダ史跡記念物委員会（英語版）が王立サン＝ジャン軍学校で記念碑を建て、サン＝ジャン要塞がガリソニエール侯爵の命令により1743年に建てられたことを記した。
- フランス海軍の艦船にラ・ガリソニエールの名前がつけられたものは4隻存在する。